# 椿原トンネル
椿原トンネル（つばきはらトンネル）は、岐阜県大野郡白川村大字椿原にある東海北陸自動車道のトンネルである。

2002年11月の白川郷ICから五箇山IC間の開通時に椿原トンネルも供用開始した。長さが2,676m、暫定2車線の対面通行である。

## 概要
小白川トンネル（建設中は加須良トンネル）との間の加須良川との間は勾配が45度を超える急峻なV字谷があるため、加須良川橋の橋台・橋脚を設けた特殊なトンネルとなっている。トンネル掘削時に吹付機をロータリー式にすることでエアー式に比べ1/4から1/3の粉塵量低減を図ることができた。